# 이재수의 난 (영화)
"이재수의 난"은 1999년 공개된 대한민국의 영화이다.

## 배역
- 이정재: 이재수 역
- 심은하: 일숙화 역
- 명계남: 채군수 역
- 프레드릭 앙드로: 구신부 역
- 세바스찬 타벨: 문신부 역
- 강신일: 마찬삼 역
- 최일화: 고삼봉 역
- 이두일: 강우백 역
- 유순철: 문 노인 역
- 박철민: 백학탄 역
- 정인기: 강희용 역
- 민경진: 부씨 역
- 김준배: 집장사령 역
- 임진택: 교인포로 역
- 전대병: 통인 2 역
- 김경률: 악사 1 역
- 한철우: 악사 3 역
- 한우진: 산포수 2 역
- 고동업: 쌍둥이 고씨 역
- 원창연: 현씨 역
- 김태욱: 교인 3 역
- 김필국: 채군수 하인 역
- 임일찬: 강백이 역
- 장인한: 김 노인 역
- 윤소정: 숙화 모 역(특별출연)
- 방은진: 고삼봉 처 역(특별출연)
- 여균동: 강봉헌 역(특별출연)
- 정원중: 김군수 역(특별출연)
- 오윤홍: 백의정 역(특별출연)
- 문무병: 오좌수 역(특별출연)

## 수상
- 2000년 제37회 대종상
  - 음악상 - 원일
  - 의상상 - 봉현숙